# Dolken
Dolken er titlen på en novelle af den danske forfatter Tove Ditlevsen skrevet i 1963 og udgivet i novellesamlingen Den onde lykke. 
Dolken er en psykologisk novelle om en mand, der er præget af  vrede og irritation. En af de få ting, der har haft betydning for ham, er en dolk, som han har fået af sin far, og som han nu har givet videre til sin søn.
Handlingen strækker sig over en dag, men med flashbacks, hvor man hører om mandens barndom.